# Dracula simia
Dracula simia é uma espécie de orquídea epífita de crescimento cespitoso cujo gênero é proximamente relacionado às Masdevallia, parte da subtribo Pleurothallidinae. Esta espécie é originária do sudeste do Equador, onde habita florestas úmidas e nebulosas das montanhas.
Sua característica mais marcante é o fato de suas flores possuírem uma incrível semelhança com o rosto de um macaco, é encontrada na natureza em regiões de altitudes entre 1000 e 2000 metros o que a torna uma espécie pouco conhecida, embora possa ser cultivada domesticamente com bastante cuidados.